# Mid-Season Invitational 2024
Mid-Season Invitational 2024 là mùa giải thứ 9 của Mid-Season Invitational (MSI) - giải đấu thường niên do Riot Games tổ chức dành cho bộ môn Liên Minh Huyền Thoại. Giải đấu dành cho các đội đứng đầu khu vực mùa xuân 2024 và là giải đấu liên khu vực đầu tiên của Mùa giải 14. Giải đấu được tổ chức tại Thành Đô, Trung Quốc, từ ngày 1 đến ngày 19 tháng 5 năm 2024. Tất cả các trận đấu sẽ diễn ra tại Trung tâm Biểu diễn Nghệ thuật Thành phố Tài chính Thành Đô.
Đội tuyển Gen.G của Hàn Quốc đã xuất sắc lên ngôi vô địch giải đấu sau khi chiến thắng trước đội tuyển Bilibili Gaming đến từ Trung Quốc trong trận chung kết tổng với tỉ số chung cuộc là 3-1.

## Thể thức
8 trong số 12 đội sẽ bắt đầu từ vòng khởi động. Sau đó, bốn đội có thành tích tốt nhất từ vòng khởi động sẽ tiến vào vòng phân nhánh, nơi họ sẽ gặp bốn đội còn lại.

### Vòng khởi động
- 8 đội tham gia thi đấu.
- Tất cả các đội sẽ được chia thành hai bảng, với mỗi bảng 4 đội.
- Các đội sẽ thi đấu theo thể thức Loại kép (Double Elimination).
- Tất cả các trận đấu sẽ thi đấu theo thể thức BO3.
- 2 đội có thành tích tốt nhất của mỗi bảng sẽ tiến vào vòng phân nhánh.(Tổng 4)

### Vòng phân nhánh
- 8 đội tham gia thi đấu:
  - 4 đội đủ điều kiện lọt thẳng Vòng phân nhánh.
  - 4 đội đủ điều kiện từ Vòng khởi động.
- Tất cả các đội sẽ được chia thành hai nhánh, với mỗi nhánh 4 đội.
- Các đội sẽ thi đấu theo thể thức Loại kép (Double Elimination).
- Tất cả các trận đấu sẽ thi đấu theo thể thức BO5.

### Kết quả
- Đội vô địch giải đấu sẽ đủ điều kiện tham gia Chung kết Thế giới 2024.
  - Vị trí này sẽ chỉ có hiệu lực nếu đội vô địch giải đấu lọt vào Vòng loại trực tiếp trong giải đấu mùa Hè ở khu vực của họ.
- Khu vực có thành tích tốt thứ hai trên bảng xếp hạng cũng sẽ có thêm một hạt giống cho khu vực của mình tại Chung kết Thế giới 2024.

## Địa điểm
Thành Đô là thành phố được chọn để tổ chức giải đấu. Tất cả các trận đấu sẽ được tổ chức tại Trung tâm Biểu diễn Nghệ thuật Thành phố Tài chính Thành Đô.
| Thành Đô, Trung Quốc                                        | Thành Đô, Trung Quốc |
| ----------------------------------------------------------- | -------------------- |
| Trung tâm Biểu diễn Nghệ thuật Thành phố Tài chính Thành Đô |                      |
| Thành Đô                                                    |                      |

## Các đội tham dự
Bốn trong số chín giải đấu Liên minh huyền thoại khu vực hàng đầu có hai đại diện, bao gồm LCK, LPL, LEC và LCS. Những đội từ các khu vực LCL (CIS), TCL (Thổ Nhĩ Kỳ), LCO (Châu Đại Dương) không còn đủ điều kiện trực tiếp tham dự MSI kể từ năm 2023 và LJL (Nhật Bản) kể từ năm 2024. Số lượng đội tham dự giải đấu này sẽ giảm từ 13 xuống 12.
| Quốc gia                   | Liên đoàn                  | Thành tích                 | Đội                        | ID                         |                            |
| Bắt đầu từ vòng phân nhánh | Bắt đầu từ vòng phân nhánh | Bắt đầu từ vòng phân nhánh | Bắt đầu từ vòng phân nhánh | Bắt đầu từ vòng phân nhánh | Bắt đầu từ vòng phân nhánh |
| -------------------------- | -------------------------- | -------------------------- | -------------------------- | -------------------------- | -------------------------- |
| Hàn Quốc                   | LCK                        | Vô địch mùa xuân           | Gen.G                      | GEN                        |                            |
| Trung Quốc                 | LPL                        | Vô địch mùa xuân           | Bilibili Gaming            | BLG                        |                            |
| EMEA                       | LEC                        | Vô địch mùa xuân           | G2 Esports                 | G2                         |                            |
| Bắc Mỹ                     | LCS                        | Vô địch mùa xuân           | Team Liquid                | TL                         |                            |
| Bắt đầu từ vòng khởi động  |                            |                            |                            |                            |                            |
| Hàn Quốc                   | LCK                        | Á quân mùa xuân            | T1                         | T1                         |                            |
| Trung Quốc                 | LPL                        | Á quân mùa xuân            | Top Esports                | TES                        |                            |
| EMEA                       | LEC                        | Điểm tích lũy              | Fnatic                     | FNC                        |                            |
| Bắc Mỹ                     | LCS                        | Á quân mùa xuân            | FlyQuest                   | FLY                        |                            |
| APAC                       | PCS                        | Vô địch mùa xuân           | PSG Talon                  | PSG                        |                            |
| Việt Nam                   | VCS                        | Vô địch mùa xuân           | GAM Esports                | GAM                        |                            |
| Mỹ Latinh                  | LLA                        | Vô địch mùa khai mạc       | Estral Esports             | EST                        |                            |
| Brasil                     | CBLOL                      | Vô địch mùa xuân           | LOUD                       | LLL                        |                            |

## Vòng khởi động
Bảng A
|  |                    |                    |                    |                   |                   |                    |                         |                         |                         |  |                         |                         |                         |
|  | Vòng 1 nhánh thắng | Vòng 1 nhánh thắng | Vòng 1 nhánh thắng |                   |                   | Vòng 2 nhánh thắng | Vòng 2 nhánh thắng      | Vòng 2 nhánh thắng      |                         |  | Lọt vào Vòng phân nhánh | Lọt vào Vòng phân nhánh | Lọt vào Vòng phân nhánh |
|  | Vòng 1 nhánh thắng | Vòng 1 nhánh thắng | Vòng 1 nhánh thắng |                   |                   | Vòng 2 nhánh thắng | Vòng 2 nhánh thắng      | Vòng 2 nhánh thắng      |                         |  | Lọt vào Vòng phân nhánh | Lọt vào Vòng phân nhánh | Lọt vào Vòng phân nhánh |
|  |                    |                    |                    |                   |                   |                    |                         |                         |                         |  |                         |                         |                         |
|  |                    |                    |                    |                   |                   |                    |                         |                         |                         |  |                         |                         |                         |
|  | T1                 | T1                 | 2                  |                   |                   |                    |                         |                         |                         |  |                         |                         |                         |
|  | T1                 | T1                 | 2                  |                   |                   |                    |                         |                         |                         |  |                         |                         |                         |
|  | Estral Esports     | Estral Esports     | 0                  |                   |                   |                    |                         |                         |                         |  |                         |                         |                         |
|  | Estral Esports     | Estral Esports     | 0                  |                   |                   |                    |                         |                         |                         |  |                         |                         |                         |
|  |                    |                    |                    | T1                | T1                | 2                  |                         |                         |                         |  |                         |                         |                         |
|  |                    |                    |                    | T1                | T1                | 2                  |                         | T1                      |                         |  |                         |                         |                         |
|  |                    |                    | FlyQuest           | FlyQuest          | 0                 |                    |                         |                         |                         |  |                         |                         |                         |
|  |                    |                    |                    | FlyQuest          | 0                 |                    |                         |                         |                         |  |                         |                         |                         |
|  | FlyQuest           | FlyQuest           | 2                  |                   |                   |                    |                         |                         |                         |  |                         |                         |                         |
|  | FlyQuest           | FlyQuest           | 2                  |                   |                   |                    |                         |                         |                         |  |                         |                         |                         |
|  | PSG Talon          | PSG Talon          | 1                  |                   |                   |                    |                         |                         |                         |  |                         |                         |                         |
|  | PSG Talon          | PSG Talon          | 1                  |                   |                   |                    |                         |                         |                         |  |                         |                         |                         |
|  |                    |                    |                    |                   |                   |                    |                         |                         |                         |  |                         |                         |                         |
|  |                    |                    |                    |                   |                   |                    |                         |                         |                         |  |                         |                         |                         |
|  | Vòng 1 nhánh thua  | Vòng 1 nhánh thua  | Vòng 1 nhánh thua  | Vòng 2 nhánh thua | Vòng 2 nhánh thua | Vòng 2 nhánh thua  | Lọt vào Vòng phân nhánh | Lọt vào Vòng phân nhánh | Lọt vào Vòng phân nhánh |  |                         |                         |                         |
|  | Vòng 1 nhánh thua  | Vòng 1 nhánh thua  | Vòng 1 nhánh thua  | Vòng 2 nhánh thua | Vòng 2 nhánh thua | Vòng 2 nhánh thua  | Lọt vào Vòng phân nhánh | Lọt vào Vòng phân nhánh | Lọt vào Vòng phân nhánh |  |                         |                         |                         |
|  |                    |                    |                    |                   |                   |                    |                         |                         |                         |  |                         |                         |                         |
|  |                    |                    |                    |                   |                   |                    |                         |                         |                         |  |                         |                         |                         |
|  |                    |                    |                    | FlyQuest          | FlyQuest          | 0                  |                         |                         |                         |  |                         |                         |                         |
|  |                    |                    | PSG Talon          | FlyQuest          | FlyQuest          | 0                  |                         |                         |                         |  |                         |                         |                         |
|  | Estral Esports     | Estral Esports     | 0                  |                   |                   | PSG Talon          | PSG Talon               | 2                       |                         |  |                         |                         |                         |
|  | Estral Esports     | Estral Esports     | 0                  |                   |                   | PSG Talon          | PSG Talon               | 2                       |                         |  |                         |                         |                         |
|  | PSG Talon          | PSG Talon          | 2                  |                   |                   |                    |                         |                         |                         |  |                         |                         |                         |
|  | PSG Talon          | PSG Talon          | 2                  |                   |                   |                    |                         |                         |                         |  |                         |                         |                         |

Bảng B
|  |                    |                    |                    |                   |                   |                    |                         |                         |                         |  |                         |                         |                         |
|  | Vòng 1 nhánh thắng | Vòng 1 nhánh thắng | Vòng 1 nhánh thắng |                   |                   | Vòng 2 nhánh thắng | Vòng 2 nhánh thắng      | Vòng 2 nhánh thắng      |                         |  | Lọt vào Vòng phân nhánh | Lọt vào Vòng phân nhánh | Lọt vào Vòng phân nhánh |
|  | Vòng 1 nhánh thắng | Vòng 1 nhánh thắng | Vòng 1 nhánh thắng |                   |                   | Vòng 2 nhánh thắng | Vòng 2 nhánh thắng      | Vòng 2 nhánh thắng      |                         |  | Lọt vào Vòng phân nhánh | Lọt vào Vòng phân nhánh | Lọt vào Vòng phân nhánh |
|  |                    |                    |                    |                   |                   |                    |                         |                         |                         |  |                         |                         |                         |
|  |                    |                    |                    |                   |                   |                    |                         |                         |                         |  |                         |                         |                         |
|  | Top Esports        |                    |                    |                   |                   |                    |                         |                         |                         |  |                         |                         |                         |
|  |                    |                    |                    |                   |                   |                    |                         |                         |                         |  |                         |                         |                         |
|  | LOUD               |                    |                    |                   |                   |                    |                         |                         |                         |  |                         |                         |                         |
|  |                    |                    |                    |                   |                   |                    |                         |                         |                         |  |                         |                         |                         |
|  |                    |                    |                    | Top Esports       | Top Esports       | 2                  |                         |                         |                         |  |                         |                         |                         |
|  |                    |                    |                    | Top Esports       | Top Esports       | 2                  |                         | Top Esports             |                         |  |                         |                         |                         |
|  |                    |                    | Fnatic             | Fnatic            | 1                 |                    |                         |                         |                         |  |                         |                         |                         |
|  |                    |                    |                    | Fnatic            | 1                 |                    |                         |                         |                         |  |                         |                         |                         |
|  | Fnatic             | Fnatic             | 2                  |                   |                   |                    |                         |                         |                         |  |                         |                         |                         |
|  | Fnatic             | Fnatic             | 2                  |                   |                   |                    |                         |                         |                         |  |                         |                         |                         |
|  | GAM Esports        | GAM Esports        | 0                  |                   |                   |                    |                         |                         |                         |  |                         |                         |                         |
|  | GAM Esports        | GAM Esports        | 0                  |                   |                   |                    |                         |                         |                         |  |                         |                         |                         |
|  |                    |                    |                    |                   |                   |                    |                         |                         |                         |  |                         |                         |                         |
|  |                    |                    |                    |                   |                   |                    |                         |                         |                         |  |                         |                         |                         |
|  | Vòng 1 nhánh thua  | Vòng 1 nhánh thua  | Vòng 1 nhánh thua  | Vòng 2 nhánh thua | Vòng 2 nhánh thua | Vòng 2 nhánh thua  | Lọt vào Vòng phân nhánh | Lọt vào Vòng phân nhánh | Lọt vào Vòng phân nhánh |  |                         |                         |                         |
|  | Vòng 1 nhánh thua  | Vòng 1 nhánh thua  | Vòng 1 nhánh thua  | Vòng 2 nhánh thua | Vòng 2 nhánh thua | Vòng 2 nhánh thua  | Lọt vào Vòng phân nhánh | Lọt vào Vòng phân nhánh | Lọt vào Vòng phân nhánh |  |                         |                         |                         |
|  |                    |                    |                    |                   |                   |                    |                         |                         |                         |  |                         |                         |                         |
|  |                    |                    |                    |                   |                   |                    |                         |                         |                         |  |                         |                         |                         |
|  |                    |                    |                    | Fnatic            | Fnatic            | 2                  |                         |                         |                         |  |                         |                         |                         |
|  |                    |                    | Fnatic             | Fnatic            | Fnatic            | 2                  |                         |                         |                         |  |                         |                         |                         |
|  | LOUD               | LOUD               | 1                  |                   |                   | GAM Esports        | GAM Esports             | 0                       |                         |  |                         |                         |                         |
|  | LOUD               | LOUD               | 1                  |                   |                   | GAM Esports        | GAM Esports             | 0                       |                         |  |                         |                         |                         |
|  | GAM Esports        | GAM Esports        | 2                  |                   |                   |                    |                         |                         |                         |  |                         |                         |                         |
|  | GAM Esports        | GAM Esports        | 2                  |                   |                   |                    |                         |                         |                         |  |                         |                         |                         |

## Vòng phân nhánh
|  |                    |                    |                    |                   |                   |                    |                    |                    |                   |                      |                      |                      |  |                 |                 |                       |                       |                       |  |  |                |                |                |
|  | Vòng 1 nhánh thắng | Vòng 1 nhánh thắng | Vòng 1 nhánh thắng |                   |                   | Vòng 2 nhánh thắng | Vòng 2 nhánh thắng | Vòng 2 nhánh thắng |                   |                      |                      |                      |  |                 |                 | Chung kết nhánh thắng | Chung kết nhánh thắng | Chung kết nhánh thắng |  |  | Chung kết tổng | Chung kết tổng | Chung kết tổng |
|  | Vòng 1 nhánh thắng | Vòng 1 nhánh thắng | Vòng 1 nhánh thắng |                   |                   | Vòng 2 nhánh thắng | Vòng 2 nhánh thắng | Vòng 2 nhánh thắng |                   |                      |                      |                      |  |                 |                 | Chung kết nhánh thắng | Chung kết nhánh thắng | Chung kết nhánh thắng |  |  | Chung kết tổng | Chung kết tổng | Chung kết tổng |
|  |                    |                    |                    |                   |                   |                    |                    |                    |                   |                      |                      |                      |  |                 |                 |                       |                       |                       |  |  |                |                |                |
|  |                    |                    |                    |                   |                   |                    |                    |                    |                   |                      |                      |                      |  |                 |                 |                       |                       |                       |  |  |                |                |                |
|  | Gen.G              | Gen.G              | 3                  |                   |                   |                    |                    |                    |                   |                      |                      |                      |  |                 |                 |                       |                       |                       |  |  |                |                |                |
|  | Gen.G              | Gen.G              | 3                  |                   |                   |                    |                    |                    |                   |                      |                      |                      |  |                 |                 |                       |                       |                       |  |  |                |                |                |
|  | Fnatic             | Fnatic             | 0                  |                   |                   |                    |                    |                    |                   |                      |                      |                      |  |                 |                 |                       |                       |                       |  |  |                |                |                |
|  | Fnatic             | Fnatic             | 0                  |                   |                   | Gen.G              | Gen.G              | 3                  |                   |                      |                      |                      |  |                 |                 |                       |                       |                       |  |  |                |                |                |
|  |                    |                    |                    |                   |                   | Gen.G              | Gen.G              | 3                  |                   |                      |                      |                      |  |                 |                 |                       |                       |                       |  |  |                |                |                |
|  |                    |                    | Top Esports        | Top Esports       | 2                 |                    |                    |                    |                   |                      |                      |                      |  |                 |                 |                       |                       |                       |  |  |                |                |                |
|  | Team Liquid        | Team Liquid        | Top Esports        | Top Esports       | 2                 | 0                  |                    |                    |                   |                      |                      |                      |  |                 |                 |                       |                       |                       |  |  |                |                |                |
|  | Team Liquid        | Team Liquid        |                    |                   |                   |                    |                    |                    |                   |                      |                      |                      |  |                 |                 |                       |                       |                       |  |  |                |                |                |
|  | Top Esports        | Top Esports        | 3                  |                   |                   |                    |                    |                    |                   |                      |                      |                      |  |                 |                 |                       |                       |                       |  |  |                |                |                |
|  | Top Esports        | Top Esports        | 3                  |                   |                   |                    |                    |                    | Gen.G             | Gen.G                | 3                    |                      |  |                 |                 |                       |                       |                       |  |  |                |                |                |
|  |                    |                    |                    |                   |                   |                    |                    |                    | Gen.G             | Gen.G                | 3                    |                      |  |                 |                 |                       |                       |                       |  |  |                |                |                |
|  |                    |                    |                    |                   |                   |                    |                    | Bilibili Gaming    | Bilibili Gaming   | 1                    |                      |                      |  |                 |                 |                       |                       |                       |  |  |                |                |                |
|  | G2 Esports         | G2 Esports         | 2                  |                   |                   |                    |                    |                    | Bilibili Gaming   | 1                    |                      |                      |  |                 |                 |                       |                       |                       |  |  |                |                |                |
|  | G2 Esports         | G2 Esports         | 2                  |                   |                   |                    |                    |                    |                   |                      |                      |                      |  |                 |                 |                       |                       |                       |  |  |                |                |                |
|  | T1                 | T1                 | 3                  |                   |                   |                    |                    |                    |                   |                      |                      |                      |  |                 |                 |                       |                       |                       |  |  |                |                |                |
|  | T1                 | T1                 | 3                  |                   |                   | T1                 | T1                 | 1                  |                   |                      |                      |                      |  |                 |                 |                       |                       |                       |  |  |                |                |                |
|  |                    |                    |                    |                   |                   | T1                 | T1                 | 1                  |                   |                      |                      |                      |  |                 |                 |                       |                       |                       |  |  |                |                |                |
|  |                    |                    | Bilibili Gaming    | Bilibili Gaming   | 3                 |                    |                    |                    |                   |                      |                      |                      |  |                 |                 |                       |                       |                       |  |  |                |                |                |
|  | Bilibili Gaming    | Bilibili Gaming    | Bilibili Gaming    | Bilibili Gaming   | 3                 | 3                  |                    |                    |                   |                      |                      |                      |  |                 |                 |                       |                       |                       |  |  |                |                |                |
|  | Bilibili Gaming    | Bilibili Gaming    |                    |                   |                   |                    |                    |                    |                   |                      |                      |                      |  |                 |                 |                       |                       |                       |  |  |                |                |                |
|  | PSG Talon          | PSG Talon          | 2                  |                   |                   | Gen.G              | Gen.G              | 3                  |                   |                      |                      |                      |  |                 |                 |                       |                       |                       |  |  |                |                |                |
|  | PSG Talon          | PSG Talon          | 2                  |                   |                   | Gen.G              | Gen.G              | 3                  |                   |                      |                      |                      |  |                 |                 |                       |                       |                       |  |  |                |                |                |
|  |                    |                    |                    |                   |                   | Bilibili Gaming    | Bilibili Gaming    | 1                  |                   |                      |                      |                      |  |                 |                 |                       |                       |                       |  |  |                |                |                |
|  |                    |                    |                    |                   |                   | Bilibili Gaming    | Bilibili Gaming    | 1                  |                   |                      |                      |                      |  |                 |                 |                       |                       |                       |  |  |                |                |                |
|  | Vòng 1 nhánh thua  | Vòng 1 nhánh thua  | Vòng 1 nhánh thua  | Vòng 2 nhánh thua | Vòng 2 nhánh thua | Vòng 2 nhánh thua  | Vòng 3 nhánh thua  | Vòng 3 nhánh thua  | Vòng 3 nhánh thua | Chung kết nhánh thua | Chung kết nhánh thua | Chung kết nhánh thua |  |                 |                 |                       |                       |                       |  |  |                |                |                |
|  | Vòng 1 nhánh thua  | Vòng 1 nhánh thua  | Vòng 1 nhánh thua  | Vòng 2 nhánh thua | Vòng 2 nhánh thua | Vòng 2 nhánh thua  | Vòng 3 nhánh thua  | Vòng 3 nhánh thua  | Vòng 3 nhánh thua | Chung kết nhánh thua | Chung kết nhánh thua | Chung kết nhánh thua |  |                 |                 |                       |                       |                       |  |  |                |                |                |
|  |                    |                    |                    |                   |                   |                    |                    |                    |                   |                      |                      |                      |  |                 |                 |                       |                       |                       |  |  |                |                |                |
|  |                    |                    |                    |                   |                   |                    |                    |                    |                   |                      |                      |                      |  |                 |                 |                       |                       |                       |  |  |                |                |                |
|  |                    |                    |                    | T1                | T1                | 3                  |                    |                    |                   |                      |                      |                      |  |                 |                 |                       |                       |                       |  |  |                |                |                |
|  |                    |                    |                    | T1                | T1                | 3                  |                    |                    |                   |                      |                      |                      |  |                 |                 |                       |                       |                       |  |  |                |                |                |
|  | Fnatic             | Fnatic             | 1                  |                   |                   | Team Liquid        | Team Liquid        | 1                  |                   |                      |                      |                      |  | Bilibili Gaming | Bilibili Gaming | 3                     |                       |                       |  |  |                |                |                |
|  | Fnatic             | Fnatic             | 1                  |                   |                   | Team Liquid        | Team Liquid        | 1                  |                   |                      |                      |                      |  | Bilibili Gaming | Bilibili Gaming | 3                     |                       |                       |  |  |                |                |                |
|  | Team Liquid        | Team Liquid        | 3                  |                   |                   |                    |                    |                    | T1                | T1                   | 3                    |                      |  | T1              | T1              | 2                     |                       |                       |  |  |                |                |                |
|  | Team Liquid        | Team Liquid        | 3                  |                   |                   |                    |                    |                    | T1                | T1                   | 3                    |                      |  | T1              | T1              | 2                     |                       |                       |  |  |                |                |                |
|  |                    |                    |                    |                   |                   | G2 Esports         | G2 Esports         | 0                  |                   |                      |                      |                      |  |                 |                 |                       |                       |                       |  |  |                |                |                |
|  |                    |                    |                    |                   |                   | G2 Esports         | G2 Esports         | 0                  |                   |                      |                      |                      |  |                 |                 |                       |                       |                       |  |  |                |                |                |
|  |                    |                    |                    | Top Esports       | Top Esports       | 0                  |                    |                    |                   |                      |                      |                      |  |                 |                 |                       |                       |                       |  |  |                |                |                |
|  |                    |                    |                    | Top Esports       | Top Esports       | 0                  |                    |                    |                   |                      |                      |                      |  |                 |                 |                       |                       |                       |  |  |                |                |                |
|  | G2 Esports         | G2 Esports         | 3                  |                   |                   | G2 Esports         | G2 Esports         | 3                  |                   |                      |                      |                      |  |                 |                 |                       |                       |                       |  |  |                |                |                |
|  | G2 Esports         | G2 Esports         | 3                  |                   |                   | G2 Esports         | G2 Esports         | 3                  |                   |                      |                      |                      |  |                 |                 |                       |                       |                       |  |  |                |                |                |
|  | PSG Talon          | PSG Talon          | 0                  |                   |                   |                    |                    |                    |                   |                      |                      |                      |  |                 |                 |                       |                       |                       |  |  |                |                |                |
|  | PSG Talon          | PSG Talon          | 0                  |                   |                   |                    |                    |                    |                   |                      |                      |                      |  |                 |                 |                       |                       |                       |  |  |                |                |                |

## Thứ hạng
| Hạng  | Khu vực | Đội             | Giải thưởng (%) | Giải thưởng (USD) | Đủ điều kiện tham dự    |
| ----- | ------- | --------------- | --------------- | ----------------- | ----------------------- |
| 1     | LCK     | Gen.G           | 20%             | $50,000           | Chung kết thế giới 2024 |
| 2     | LPL     | Bilibili Gaming | 16%             | $40,000           |                         |
| 3     | LCK     | T1              | 12%             | $30,000           |                         |
| 4     | LEC     | G2 Esports      | 10%             | $25,000           |                         |
| 5–6   | LPL     | Top Esports     | 8%              | $20,000           |                         |
| 5–6   | LCS     | Team Liquid     | 8%              | $20,000           |                         |
| 7–8   | LEC     | Fnatic          | 6%              | $15,000           |                         |
| 7–8   | PCS     | PSG Talon       | 6%              | $15,000           |                         |
| 9–10  | LCS     | FlyQuest        | 4%              | $10,000           |                         |
| 9–10  | VCS     | GAM Esports     | 4%              | $10,000           |                         |
| 11–12 | LLA     | Estral Esports  | 3%              | $7,500            |                         |
| 11–12 | CBLoL   | LOUD            | 3%              | $7,500            |                         |